# Aminata Dembélé Bagayoko
Aminata Dembélé Bagayoko est une féministe malienne. Elle est présidente de l'Association pour la Formation Féminine et Appuis Communautaires (AFFAC). En 1996, elle fonde l'école Promo-femme : Centre d'éducation audiovisuelle pour jeunes femmes, qui a "changé la démographie des photographes travaillant à Bamako". Bagayoko a créé Proto-femme en tant qu'entreprise privée, avec l'aide d'un financement du gouvernement canadien,.